# OS X El Capitan
OS X El Capitan (версія 10.11) — дванадцята основна версія macOS (на момент випуску El Capitan названа OS X), операційної системи Apple Inc. для настільних комп'ютерів і серверів Macintosh. Основні оновлення операційної системи торкнулися продуктивності, стабільності та безпеки. Відповідно до каліфорнійської системи іменування операційних систем, що використовується, починаючи з OS X Mavericks, El Capitan було названо на честь скельного утворення в національному парку Йосеміті. El Capitan — остання версія, яка буде випущена під назвою OS X. OS X El Capitan отримала набагато кращі відгуки, ніж її попередниця OS X Yosemite.
Перша бета-версія для розробників OS X El Capitan була випущена незабаром після презентації WWDC 8 червня 2015 року. Перша публічна бета-версія була доступна 9 липня 2015 року. Після презентації було випущено кілька бета-версій. OS X El Capitan була випущена для кінцевих користувачів 30 вересня 2015 року як безкоштовне оновлення, що було доступне через Mac App Store.

## Системні вимоги
Усі продукти Macintosh, які підтримують Mountain Lion, Mavericks або Yosemite, можуть оновитися до El Capitan, хоча не всі її функції працюватимуть на старіших моделях Macintosh. Наприклад, Apple зазначає, що Metal API буле доступна на «всіх комп'ютерах Mac, випущених з 2012 року».
Ці комп'ютери можуть оновитися до El Capitan, якщо вони мають принаймні 2 ГБ оперативної пам'яті:
- iMac: середини 2007 року або новіший
- MacBook (2006—2012) та MacBook (2015–2019) (Aluminum кінця 2008 року та початку 2009 року або новіший)
- MacBook Air: кінця 2008 року або новіший
- MacBook Pro: середини 2007 року або новіший
- Mac mini: початку 2009 року або новіший
- Mac Pro: початку 2008 року або новіший
- Xserve[en]: початку 2009 року

У базовому варіанті ці моделі комп'ютерів були оснащені 1 ГБ оперативної пам'яті на момент презентації. Вони можуть оновитися до OS X El Capitan, лише якщо у них є принаймні 2 ГБ оперативної пам'яті.
- iMac[en]: середини 2007 року — початку 2008 року
- Mac mini: початку 2009 року

Наступні комп'ютери підтримують такі функції, як Handoff, Instant Hotspot, AirDrop між комп'ютерами Mac і пристроями iOS, а також новий Metal API:
- iMac: кінця 2012 року або новіший
- MacBook[en]: початку 2015 року або новіший
- MacBook Air: середини 2012 року або новіший
- MacBook Pro: середини 2012 року або новіший
- Mac mini: кінця 2012 року або новіший
- Mac Pro: кінця 2013 року

Розмір оновлення залежить від того, на якому комп'ютері Apple Mac воно встановлюється; у більшості випадків для цього буде потрібно близько 6 ГБ дискового простору.

## Особливості
OS X El Capitan має функції для підвищення безпеки, продуктивності, дизайну та зручності використання OS X. У порівнянні з OS X Yosemite, Apple стверджує, що відкриття PDF-файлів відбувається в чотири рази швидше, перемикання програм і перегляд повідомлень у «Пошті» — вдвічі швидше, а запуск програм — на 40 % швидше. Максимальний обсяг пам'яті, який може бути виділений для графічного процесора, було збільшено з 1024 МБ до 1536 МБ на комп'ютерах Mac із графічним процесором Intel HD 4000. OS X El Capitan підтримує Metal, графічний API Apple, представлений в iOS 8, щоб прискорити роботу в іграх і професійних програмах. Шрифт Apple San Francisco замінив Helvetica Neue як системний шрифт. OS X El Capitan також використовує LibreSSL на заміну OpenSSL, що використовувався в попередніх версіях.

### Управління вікнами

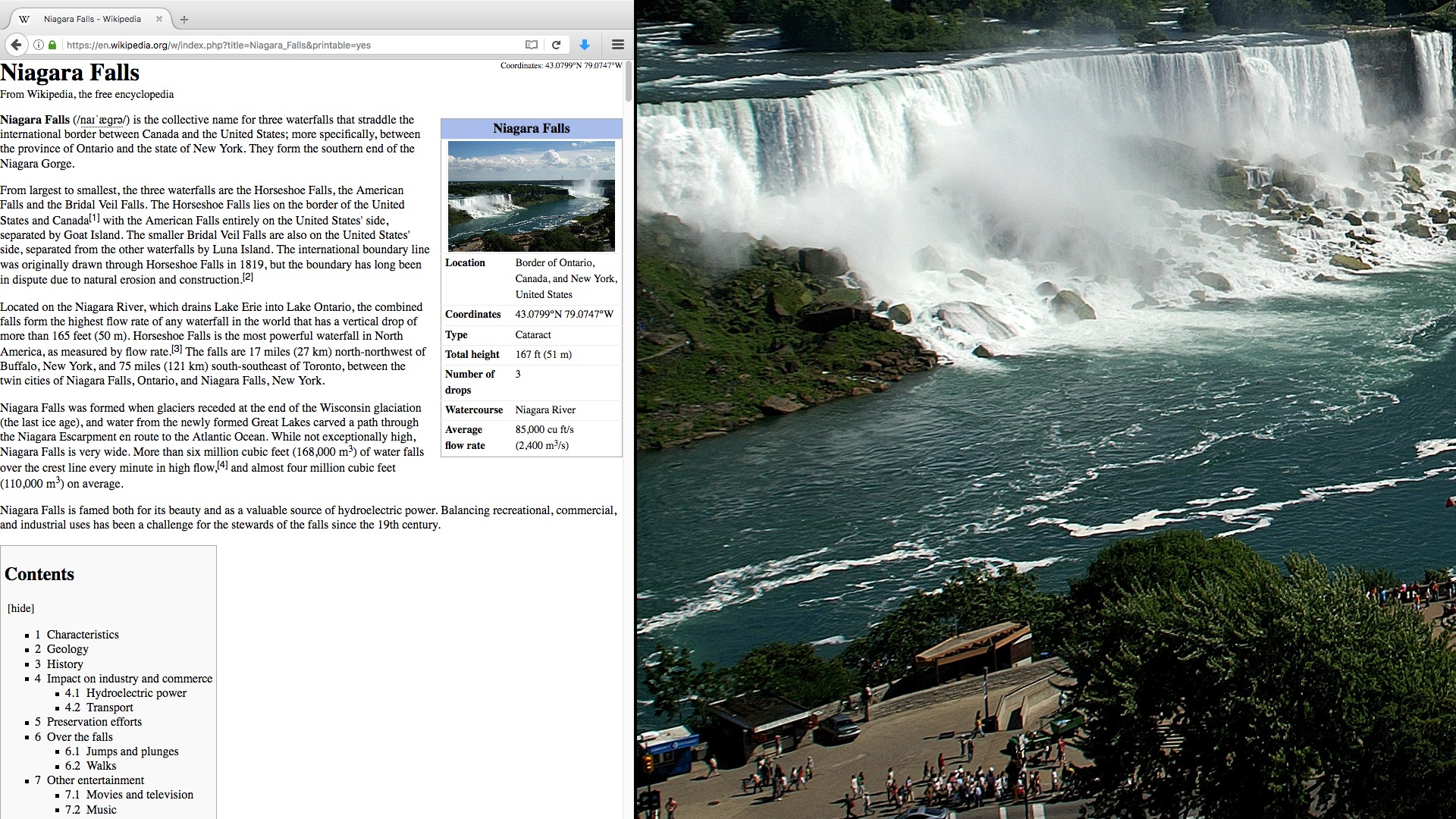
Приклад перегляду розділеного екрана в OS X El Capitan

У OS X El Capitan представлено нові функції управління вікнами, такі як створення повноекранного розділеного екрана, обмеженого двома вікнами програм поруч у повноекранному режимі, який можна активувати натиснувши зелену кнопку у лівому верхньому куті вікна або комбінацією клавіш Control+⌘ Cmd+F, потім прив'язувши будь-яке підтримуване інше вікно до цієї повноекранної програми. Ця функція трохи подібна, хоча і менш обширна, ніж функція фіксації у Windows 7 (і пізніших версіях) і кількох робочих середовищах Linux, таких як GNOME. У OS X El Capitan покращено Mission Control. Оновлення також дозволяє користувачам легше помітити вказівник — він збільшується, якщо струсити мишею або проводити пальцем вперед-назад по трекпаду.

### Програми

#### Повідомлення та Пошта
У OS X El Capitan додано мультитач-жести до таких програм, як «Пошта» і «Повідомлення», які дозволяють користувачеві видаляти або позначати електронні листи чи розмови, проводячи пальцем по мультитач-пристрою, такому як трекпад. OS X також аналізує вміст окремих електронних листів у програмі «Пошта» і використовує зібрану інформацію в інших програмах, таких як «Календар». Наприклад, запрошення в «Пошті» можна автоматично додати як подію до «Календаря».

#### Карти
«Карти» в El Capitan може показувати інформацію про громадський транспорт, подібно до «Карт» в iOS 9. Ця функція була обмежена кількома містами після запуску: Балтимором, Берліном, Чикаго, Лондоном, Лос-Анджелесом, Мехіко, Нью-Йорком, Парижем, Філадельфією, Сан-Франциско, Шанхаєм, Торонто та Вашингтоном.

#### Нотатки
Програму «Нотатки» перероблено, подібно до «Нотаток» в iOS 9. Обидві програми мають потужніші можливості обробки тексту, такі як списки справ (як у програмі «Нагадування»), вбудований попередній перегляд вебсторінок, фотографії та відео, цифрові ескізи, розташування на карті та інші документи та типи медіа. У «Нотатках» замінено традиційну синхронізацію на основі IMAP на синхронізацію через iCloud, що забезпечує краще наскрізне шифрування та швидшу синхронізацію.

#### Safari
Safari в El Capitan дозволяє користувачам прикріплювати вкладки для часто відвідуваних вебсайтів, на панель вкладок, подібно до Mozilla Firefox і Google Chrome. Користувачі можуть швидко визначати та відключати вкладки, які відтворюють аудіо, без необхідності шукати окремі вкладки. Safari підтримує потокове відео AirPlay на Apple TV без необхідності транслювати всю вебсторінку. Розширення Safari тепер розміщуються та маркуються Apple як частина оновленої програми Apple Developer, і вони отримали вбудовану підтримку для блокування вмісту, що дозволяє розробникам блокувати компоненти вебсайту (наприклад, рекламу) без включення JavaScript. Програма також дозволяє користувачеві налаштувати шрифт і фон режиму Читання.

#### Spotlight
Spotlight покращено за допомогою більшої контекстної інформації, такої як погода, акції, новини та спортивні результати. Він також може обробляти запити природною мовою. Наприклад, користувачі можуть ввести «Покажи мені фотографії, які я зробив у національному парку Йосеміті в липні 2014 року», і Spotlight використає цей запит, щоб знайти відповідну інформацію. Тепер розмір програми можна змінювати та переміщати по екрану.

#### Фотографії
У «Фотографіях» зʼявилися розширення для редагування, які дозволяють використовувати інструменти редагування з інших програм.

#### Інші базові програми OS X 10.11 El Capitan
- Утиліта AirPort
- App Store
- Архіватор
- Конфігуратор Audio-MIDI
- Automator
- Файловий обмін Bluetooth
- Асистент Boot Camp
- Калькулятор
- Календар
- Шахи
- Утиліта ColorSync
- Консоль
- Контакти
- Словник
- Кольоромір
- Дискова утиліта
- DVD-плеєр
- FaceTime
- Книга шрифтів
- Game Center[en]
- GarageBand (може не бути попередньо встановлена)
- Знімок екрана
- Графер
- iBooks (тепер Apple Books)
- iMovie[en] (може не бути попередньо встановлена)
- iTunes
- Фотоприймач
- Ink (можна отримати, лише підключивши графічний планшет до вашого Mac)
- Ключар
- Keynote (може не бути попередньо встановлена)
- Асистент міграції
- Numbers[en] (може не бути попередньо встановлена)
- Pages (може не бути попередньо встановлена)
- Photo Booth
- Оглядач
- QuickTime Player
- Нагадування
- Редактор скриптів[en]
- Наліпки
- Системна інформація
- Термінал
- Мініредактор
- Time Machine
- Утиліта VoiceOver
- X11/XQuartz[en] (може не бути попередньо встановлена)

### Захист цілісності системи
OS X El Capitan має нову функцію безпеки під назвою «Захист цілісності системи» (англ. System Integrity Protection, SIP, яку іноді називають «rootless»), яка захищає певні системні процеси, файли та папки від змін або підробок іншими процесами, навіть якщо вони виконуються root-користувачем або користувачем з правами root (sudo). Apple каже, що root-користувач може бути істотним фактором ризику для безпеки системи, особливо в системах з єдиним обліковим записом користувача, у якому цей користувач також є адміністратором. Захист цілісності системи ввімкнено за замовчуванням, але його можна вимкнути.

## Відгуки
Після випуску, OS X El Capitan отримала позитивні відгуки як від користувачами, так і від критиками, причому позитивні відгуки здебільшого стосувалися загальної функціональності нових функцій і покращеної стабільності. Дітер Бон з The Verge оцінив операційну систему на 8,5 з 10; водночас, Джейсон Снелл з Macworld також дав позитивну оцінку — 4,5 з 5.

### Проблеми
Після оновлення 10.11.4 багато користувачів почали повідомляти, що їхні MacBook зависають, що потребує жорсткого перезавантаження. Ця проблема в основному стосується комп'ютерів MacBook Pro початку 2015 року, хоча багато інших користувачі повідомляли про зависання інших моделей. Кілька користувачів завантажили на YouTube відео, щоб продемонструвати зависання. Незабаром після цього Apple випустила оновлення 10.11.5, яке містило покращення стабільності. Пізніше Apple визнала ці проблеми, рекомендуючи своїм користувачам оновити операційну систему до останнього випуску.
Після випуску оновлення безпеки 2016—003 від 13 грудня 2016 року користувачі повідомили про проблеми, пов'язані з тим, що процес WindowServer не реагує, що спричиняє зависання графічного інтерфейсу користувача, а іноді і необхідність жорсткого перезавантаження для усунення проблеми. У відповідь на це, 17 січня 2017 року Apple випустила додаткове оновлення системи безпеки 2016—003 (10.11.6), щоб виправити «проблему ядра, через яку ваш Mac час від часу не реагує», і водночас випустила оновлену версію оновлення безпеки 2016—003, яка включає ряд інших виправлень. Користувачам, які раніше не встановлювали оновлення безпеки 2016—003, рекомендується встановити оновлену версію, щоб досягти збірки 15G1217, а користувачам, які вже встановили оновлення безпеки 2016—003 від 13 грудня 2016 року, потрібно лише встановити додаткове оновлення.

## Історія випуску
|  | Не підтримується |

| Версія  | Збірка   | Дата            | Версія Darwin | Примітка                                                | Автономне завантаження                                                 |
| ------- | -------- | --------------- | ------------- | ------------------------------------------------------- | ---------------------------------------------------------------------- |
| 10.11   | 15A284   | 30 вересня 2015 | 15.0.0        | Оригінальний випуск Mac App Store                       | Н/Д                                                                    |
| 10.11.1 | 15B42    | 21 жовтня 2015  | 15.0.0        | About the OS X El Capitan v10.11.1 Update               | OS X El Capitan 10.11.1 Update                                         |
| 10.11.2 | 15C50    | 8 грудня 2015   | 15.2.0        | About the OS X El Capitan v10.11.2 Update               | OS X El Capitan 10.11.2 Update OS X El Capitan 10.11.2 Combo Update    |
| 10.11.3 | 15D21    | 19 січня 2016   | 15.3.0        | About the OS X El Capitan v10.11.3 Update               | OS X El Capitan 10.11.3 Update OS X El Capitan 10.11.3 Combo Update    |
| 10.11.4 | 15E65    | 21 березня 2016 | 15.4.0        | About the OS X El Capitan v10.11.4 Update               | Оновлення OS X El Capitan 10.11.4 OS X El Capitan 10.11.4 Combo Update |
| 10.11.5 | 15F34    | 16 травня 2016  | 15.5.0        | About the OS X El Capitan v10.11.5 Update               | OS X El Capitan 10.11.5 Update OS X El Capitan 10.11.5 Combo Update    |
| 10.11.6 | 15G31    | 18 липня 2016   | 15.6.0        | About the OS X El Capitan v10.11.6 Update               | OS X El Capitan 10.11.6 Update OS X El Capitan 10.11.6 Combo Update    |
| 10.11.6 | 15G1004  | 1 вересня 2016  | 15.6.0        | Додаткове оновлення системи безпеки 2016—001 El Capitan | Оновлення системи безпеки 2016—001 El Capitan                          |
| 10.11.6 | 15G1011  |                 | 15.6.0        |                                                         |                                                                        |
| 10.11.6 | 15G1108  | 24 жовтня 2016  | 15.6.0        | Додаткове оновлення системи безпеки 2016—002 El Capitan | Оновлення системи безпеки 2016—002 (10.11.6)                           |
| 10.11.6 | 15G1212  | 13 грудня 2016  | 15.6.0        | Додаткове оновлення системи безпеки 2016—003 El Capitan | Додаткове оновлення OS X El Capitan (10.11.6)                          |
| 10.11.6 | 15G1217  | 17 січня 2017   | 15.6.0        | Додаткове оновлення системи безпеки 2016—003 El Capitan | Додаткове оновлення OS X El Capitan (10.11.6)                          |
| 10.11.6 | 15G1421  | 27 березня 2017 | 15.6.0        | Додаткове оновлення системи безпеки 2017—001 El Capitan | Оновлення системи безпеки 2017—001 (El Capitan)                        |
| 10.11.6 | 15G1510  | 15 травня 2017  | 15.6.0        | Додаткове оновлення системи безпеки 2017—002 El Capitan | Оновлення системи безпеки 2017—002 (El Capitan)                        |
| 10.11.6 | 15G1611  | 19 липня 2017   | 15.6.0        | Додаткове оновлення системи безпеки 2017—003 El Capitan | Оновлення системи безпеки 2017—003 (El Capitan)                        |
| 10.11.6 | 15G17023 | 31 жовтня 2017  | 15.6.0        | Додаткове оновлення системи безпеки 2017—004 El Capitan | Оновлення системи безпеки 2017—004 (OS X v10.11.6 El Capitan)          |
| 10.11.6 | 15G18013 | 6 грудня 2017   | 15.6.0        | Додаткове оновлення системи безпеки 2017—005 El Capitan | Оновлення системи безпеки 2017—005 (El Capitan)                        |
| 10.11.6 | 15G19009 | 23 січня 2018   | 15.6.0        | Додаткове оновлення системи безпеки 2018—001 El Capitan | Оновлення системи безпеки 2018—001 (El Capitan)                        |
| 10.11.6 | 15G20015 | 29 березня 2018 | 15.6.0        | Додаткове оновлення системи безпеки 2018—002 El Capitan | Оновлення системи безпеки 2018—002 (El Capitan)                        |
| 10.11.6 | 15G21013 | 1 червня 2018   | 15.6.0        | Додаткове оновлення системи безпеки 2018—003 El Capitan | Оновлення системи безпеки 2018—003 (El Capitan)                        |
| 10.11.6 | 15G22010 | 9 липня 2018    | 15.6.0        | Додаткове оновлення системи безпеки 2018—004 El Capitan | Оновлення системи безпеки 2018—004 (El Capitan)                        |